# ستورغيون باي (ويسكونسن)
ستورغيون باي (بالإنجليزية: Sturgeon Bay (town), Wisconsin)‏ هي بلدة تقع بولاية ويسكونسن في الولايات المتحدة. تبلغ مساحتها 91.1 (كم²)، وترتفع عن سطح البحر 176 م، بلغ عدد سكانها 865 نسمة في عام 2000 حسب إحصاء مكتب تعداد الولايات المتحدة وتصل الكثافة السكانية فيها 17.3 نسمة/كم2.

## وصلات خارجية
- http://www.townofsturgeonbay.us
- The US50 - Cities and Towns in Wisconsin State
- Wisconsin Cities and Towns, Facts, Map, Flag, Colleges, Government, and More